# La Isleta (Venezuela)
La Isleta es una población de la isla de Margarita, Venezuela que pertenece al municipio García (Nueva Esparta), en el sureste de la isla. Está a 11,03 km de El Valle, capital de su municipio, y a 11,20 km de Porlamar, principal centro económico del estado Nueva Esparta.